# Lower Dunsforth
Lower Dunsforth är en by i civil parish Dunsforths, i kommunen North Yorkshire, i grevskapet North Yorkshire, i England. Byn är belägen 21 km från York. Lower Dunsforth var en civil parish 1866–1960 när blev den en del av Dunsforths. Civil parish hade 113 invånare år 1951. Byn nämndes i Domedagsboken (Domesday Book) år 1086, och kallades då Doneforde/Dunesford/Dunesforde.